# Promwad
Компания Promwad — один из крупнейших независимых дизайн-центров электроники в Восточной Европе  со штаб-квартирой в Вильнюсе .
Специализации компании: контрактная разработка электроники для массового производства (мультимедиа, автоэлектроника, навигация, телеком/датаком), проектирование программных пакетов поддержки аппаратуры (BSP) на базе дистрибутивов Embedded Linux, разработка программного обеспечения на базе Linux и Android, промышленный дизайн. 

## Специализация и примеры разработок

### Мультимедийные устройства
Среди разработок Promwad в сфере мультимедиа — электроника для «умного дома»; бытовая электроника (планшетные и мобильные ПК, ТВ-приставки); электроника для рекламы и развлечений (устройства Digital Signage, 4D/5D-кинотеатры). Примеры разработок в этой области:
- Мультимедийный плеер Media Stream для общественных мест (баров, ресторанов и т.п.). Устройство позволяет заказать и воспроизвести лицензионные музыкальные WMA-записи[8].

- Абонентские ТВ-приставки на базе HD-чипов компании STMicroelectronics: устройство на базе процессора STi7167 (трансляция в формате DVB-T) и IPTV-приставка на базе STi7105 (прием IP-потока по сети Ethernet)[9].

### Автомобильная электроника
В сфере автоэлектроники инженеры компании Promwad реализовали следующие ключевые проекты:
- Бортовой автомобильный самописцец — «черный ящик» для авто — модуль контроля и диагностики технического состояния автомобиля[10].
- Автомобильный бортовой компьютер, разработанный по заказу одного из ведущих европейских автоконцернов. Основные функции: навигация, CD-чейнджер, техническая диагностика, голосовое управление[10].

### Электроника для телекома/датакома
Среди разработанных приборов для передачи данных и телекоммуникаций — маршрутизаторы, plug-компьютеры и др. устройства:
- Plug-компьютер на базе процессора Marvell Kirkwood (1 ГГц) и ОС Linux Debian, питается от бытовой сети 220 В и отличается низким энергопотреблением[11][12].

- Тонкий клиент — компьютер на базе процессора Marvell Sheeva (2 ГГц) и ОС Debian Linux 6.0, использует различные методы защиты информации, предназначен для использования в банковском секторе, розничных продажах, офисах компаний и т.д.[11]

## Партнеры компании
С момента своего основания компания является консультантом по Debian, свободной ОС с открытым исходным кодом. Также инновационная компания Promwad является официальным партнером Texas Instruments и работает в международной сети дизайн-центров, которые разрабатывают электронику на базе компонентов и полупроводниковых решений TI.

### Статьи о компании
- Блог основателя Promwad Романа Пахолкова на сайте журнала Harvard Business Review